# 映画 王様戦隊キングオージャー アドベンチャー・ヘブン
『映画 王様戦隊キングオージャー アドベンチャー・ヘブン』（えいが おうさませんたいキングオージャー アドベンチャー・ヘブン）は、2023年7月28日より東映系で公開された日本の映画作品。同時上映作品は『映画 仮面ライダーギーツ 4人のエースと黒狐』。
キャッチコピーは「とびこめ！王座をかけた大冒険！」。

## 概要
『王様戦隊キングオージャー』の初の単独劇場作品。
映画ゲストには佐倉綾音、雛形あきこ、中村獅童が参加。
2023年12月3日には東映特撮ファンクラブで完全版が配信された。

## ストーリー
シュゴッダムのコーカサスカブト城で戴冠の儀式を控えていたギラたちの前に、かつて養護園でともに育ったデボニカが現れ、ギラを死の国・ハーカバーカの案内人として、祖先に会わせようとしていた。
やがてシュゴッダムの初代国王であったライニオール・ハスティーがギラたちの前に現れ、チキューの真実を伝えるとともに、自身が再び生の世界へと戻り、王の権利を譲るように求める。

## 登場人物
ライニオール・ハスティー
死の国・ハーカバーカを治める、魂のみと存在となっている、シュゴッダムの初代国王。2千年前にチキューを救い、チキューの真実の歴史をシュゴッダムの歴代国王に伝えてきた。
しかし、間もなく人類が滅亡する大災厄が訪れることを知り、新たなシュゴッダムの国王となったギラには人類を大災厄から守ることができないと考え、彼に代わって、王の座に再び就こうと考えている。

ライニオール・ハスティー（怪人態）
ライニオールがバグナラクや人間の魂を纏わせたオージャカリバーZEROで「王骸武装」した姿。
- コーカサスカブト城の玉座の後部に立つ石像に、クワガタオージャーを足して、アシンメトリーにし、王骸武装であることから骸骨を覗かせている。模様をさりげなく体の片側に入れてアシンメトリーにしている。

デボニカ
ハーカバーカの案内人。ギラと同じ養護園で育った幼なじみで、代々ライニオールに仕えてきた家系の娘。戴冠式を行っていたギラたちの前に現れ、ご先祖様に会わせようとする。
チキューを滅亡から救うため、魂のみの存在となっているライニオールを蘇らせるために自らの命を捧げようとしていた。そのため、20歳になった際にライニオールの魂の器となる準備を始めるため、ギラたちにはなにも告げず、養護園から1人で去っていった。
- 佐倉のキャスティングは、監督の上堀内からの「声優にやってもらいたい」という希望で、「歌が上手い」ではなく、いい音が出せる劇場で流れてきたときに一気に包み込める「人を惹きつける声が欲しい」ということから、声優の候補を出し合った中から、佐倉に声を掛けたという。

イロキ
トウフの前女王殿。カグラギをハーカバーカの「死のトウフ」で出迎えた。かつて王位をカグラギの裏切りによって追われたことから、彼のことを恨んでいる。

## 本作品のオリジナル用語
ハーカバーカ

## キャスト
- ギラ・ハスティー / クワガタオージャー - 酒井大成[3]
- ヤンマ・ガスト / トンボオージャー  - 渡辺碧斗[3]
- ヒメノ・ラン / カマキリオージャー - 村上愛花[3]
- リタ・カニスカ / パピヨンオージャー - 平川結月[3]
- カグラギ・ディボウスキ / ハチオージャー - 佳久創[3]
- ジェラミー・ブラシエリ / スパイダークモノス、ナレーション[1] - 池田匡志[3]
- デボニカ - 佐倉綾音[3]
- ドゥーガ - 森岡豊
- ボシマール - 福澤重文[1][注釈 2]
- シオカラ - 千綿勇平
- セバスチャン - 吉満寛人
- モルフォーニャ - 長谷川かすみ
- クロダ - 神前元
- アッカ - 南北斗
- ウスバ - 岡野海斗
- マユタ - 早川渚紗
- コガネ - 星乃あんな
- ブーン - 木曽源
- エレガンス・モーン - 水島麻理奈
- クレオ・ウルバヌス - 神里まつり
- ディード - クラウス
- メタリー - ダーブロウ有紗
- イロキ - 雛形あきこ[3]
- ライニオール・ハスティー - 中村獅童[3]

### 声の出演
- ダグデド - 石田彰[1][注釈 2]
- クロダ - 鳥海浩輔[1][注釈 2]

### スーツアクター
- クワガタオージャー[9] - 伊藤茂騎
- トンボオージャー[10] - 森博嗣
- 坂梨由芽
- 蜂須賀祐一
- 寺本翔悟
- 高田将司
- ライニオール・ハスティー（怪人態）[5][9] - 今井靖彦
- 村岡弘之
- 井口尚哉
- 米岡孝弘
- 酒井菜々子
- 五十嵐睦美
- 塚越靖誠
- 蔦宗正人
- 北村海
- 久田悠貴
- 松本城太郎
- 宮澤雪
- 川島翔太郎
- 岡田ひかる
- 菅野聖
- 尾野透雅
- 手塚陸斗
- 小森拓真
- 齊藤謙也
- 高木英一
- 鍜治洸太朗
- 近藤雄太
- 杉森菜摘
- 酒井和真
- 小澤日向
- 佐々木勇人
- 杉森功明
- 白井雅士
- 三村幸司

## スタッフ
- 原作 - 八手三郎[3]
- 脚本 - 高野水登[3]
- 音楽 - 坂部剛[3]
- 製作 - 吉村文雄（東映）、西新（テレビ朝日）、高木勝裕（東映アニメーション）、金子保之（東映ビデオ）、野田孝寛（ADKエモーションズ）、村松秀信（東映エージエンシー）、古澤圭亮（バンダイ）
- 企画 - 出目宏（東映）、三輪祐見子（テレビ朝日）、井上貴博（東映アニメーション）、佐藤現（東映ビデオ）、志村章（ADKエモーションズ）、清水啓司（東映エージエンシー）、大矢陽久（バンダイ）
- 撮影 - 上赤寿一
- 照明 - 堀直之
- 美術 - 田中涼
- 録音 - 関根光晶
- 編集 - 金田昌吉
- 助監督 - 茶谷和行
- 制作担当 - 伊藤渉
- ラインプロデューサー - 佐々木幸司
- 映画「ギーツ・キングオージャー」製作委員会（東映、テレビ朝日、東映アニメーション、東映ビデオ、ADKエモーションズ、東映エージエンシー、バンダイ）
- 製作プロダクション - 東映テレビ・プロダクション
- プロデューサー - 大森敬仁[3]・久慈麗人（東映）[3]、大川武宏（テレビ朝日）[3]、矢田晃一（東映エージエンシー）[3]
- アクション監督 - 渡辺淳[3]
- 監督 - 上堀内佳寿也

## 音楽
挿入歌「INFERNO（Movie ver.）」
作詩・歌 - ナノ / 作曲・編曲 - 坂部剛

## 制作
監督の上堀内は、自身が監督した第1 - 5話は「それぞれの国を旅している気分になれる」という反応が視聴者からあり、それは作り手側の狙いでもあり、そういった作品の劇場版として相応しいのは、「旅のワクワク感」を提供できるものなのではと思い、「どこかへ旅する話」にしたいという意見から、シュゴッダムの歴史を掘り下げることと新たな世界を見るという二点が合わさって、死の国・ハーカバーカということとなった。
ギラを映画のタイミングで戴冠させようと決めており、映画の予告でちゃんと王様になったというのを先出ししたいと思い、当初はそこをデズナラク退場のタイミングにしようとしていたため、悪の交代がちょうど中間になったのは映画のタイミングと被ったからであるという。実際は映画の公開が早めになったが、本編とは齟齬のない感じで死の国を舞台にして、本編に関わっているが進行上はあまり関係のない話という形をとった。
当初は「動くお菓子のお城が来る」という話で、サナダムシをモチーフとしたゴールデンサナダジームというちゃんとふざけた敵を出そうとしたという。

## 映像ソフト化
2023年12月13日発売。Blu-ray / DVDでリリース。
- 映画 王様戦隊キングオージャー アドベンチャー・ヘブン DVD通常版（1枚組）
  - 本編：劇場公開版本編を収録
  - 音声特典
    - バリアフリー日本語音声ガイド

  - 映像特典
    - 特報・予告
- 映画 王様戦隊キングオージャー アドベンチャー・ヘブン Blu-ray通常版（1枚組）
  - 本編：劇場公開版本編を収録
  - 音声特典
    - バリアフリー日本語音声ガイド

  - 映像特典
    - メイキング
    - 公開記念舞台挨拶
    - 応援上映トークイベント
    - 特報・予告
    - PR集
    - キングズデータファイル
    - ポスターギャラリー
- 【初回生産限定】映画 王様戦隊キングオージャー アドベンチャー・ヘブン Blu-rayコンプリートパック（2枚組）
  - ディスク1：『映画 王様戦隊キングオージャー アドベンチャー・ヘブン』劇場公開版Blu-ray
    - 音声特典
      - バリアフリー日本語音声ガイド

    - 映像特典
      - メイキング
      - 公開記念舞台挨拶
      - 応援上映トークイベント
      - 特報・予告
      - PR集
      - キングズデータファイル
      - ポスターギャラリー

  - ディスク2：『映画 王様戦隊キングオージャー アドベンチャー・ヘブン』完全版Blu-ray
    - 本編：劇場公開時にカットされた未公開シーンと、新規撮影シーン（計10分）を追加した本編を収録

## 他媒体展開
『王様戦隊キングオージャー』
第37話・第49話にイロキ、第49話にデボニカ、ライニオール（怪人態）が登場。